# Def Jam Vendetta
Def Jam Vendetta es un videojuego de 2003 sobre la lucha libre profesional en donde se incorporan el hip hop. Fue lanzado para la PlayStation 2 y el GameCube el 2003 y según algunos criterios este fue el primer videojuego de lucha libre de EA. El motor del juego fue originalmente diseñado para su uso en una secuela de EA WCW Mayhem , pero EA pierde la licencia WCW cuando la empresa de lucha libre fue comprado por la World Wrestling Entertainment en 2001. Hasta ahora, tan solo se han presentado dos secuelas; Def Jam: Fight For NY en 2004 y Def Jam: Icon en  2007.

## Argumento
El jugador puede elegir entre cuatro luchadores callejeros: Briggs, un soldado dado de baja con deshonor; Proof, un ex corredor de superbikes; Tank, un enorme rapero japonés y el DJ Spider, aunque la historia es la misma para todos.
Cuando el jugador elige a su luchador callejero, se le llama para ayudar a su amigo Manny tomando su lugar en una pelea callejera. Una vez que el jugador gane una cierta cantidad de peleas, irá contra el rapero Scarface. Una vez que el jugador venza a su personaje, obtendrá su primera novia, Deja. Otras chicas se acercarán al jugador cada dos peleas callejeras, y luego, eventualmente, el jugador tendrá que elegir cuál debería ser la nueva novia del luchador callejero, de la cual todos pelearán entre sí.
Finalmente, N.O.R.E. desafiará al protagonista a una pelea en Grimeyville en LeFrak City, Queens, Nueva York. Antes de la pelea, llega el protagonista y casi se pelea con D-Mob (Chris Judge). No mucho después de la pelea, Manny inscribe al protagonista y a él para un torneo de parejas. Después de un tiempo, el protagonista será desafiado por Ludacris a una pelea en el Club Luda. Después de la pelea, D-Mob afirma que el protagonista y Manny no son nada. Dice que si alguien en el club quiere poder y respeto, tiene que vencerlo en el torneo Def Jam. Manny le dice al protagonista que deje de pelear, pero él lo ignora.
DMX desafía al protagonista pero primero el personaje tiene que superar la oferta de The Dragon House. Una vez que han hecho eso, se enfrentan a Method Man y Redman en la final del torneo de parejas. Después de eso, el protagonista lucha contra DMX. Una vez que el protagonista gana, reciben un correo electrónico de Angel (la novia del protagonista tomada por D-Mob) diciendo que necesitan hablar. Cuando llegan a The Face Club, se revela que D-Mob ha enviado a House, Pockets y Snowman para evitar que asistan al torneo Def Jam. El protagonista los derrota, pero Manny lo noquea y se une a D-Mob en contra de su voluntad. Luego, el protagonista se despierta y entra en el torneo y derrota a sus mejores luchadores. D-Mob luego intenta dispararle al protagonista, pero Manny recibe la bala y sobrevive. El personaje del jugador triunfa sobre D-Mob y recupera a Angel. Mientras el protagonista se va, D-Mob es arrestado, lo que conduce a los eventos de Def Jam: Fight for NY.

## Recepción
La respuesta al juego fue principalmente positiva, con los fans citando el juego básico y la presentación como excelente, pero muchos lamentaron la pérdida de las principales características aquí como la falta de la creación original del personaje.